# Вовченко, Иван Антонович
Иван Антонович Вовченко (12 января 1905 года, село Кирданы, Таращанский уезд, Киевская губерния, ныне Таращанский район, Киевская область — 28 октября 1976 года, Киев) — советский военный деятель, генерал-майор танковых войск (1943 год).

## Начальная биография
Иван Антонович Вовченко родился 12 января 1905 года в селе Кирданы Таращанского уезда Киевской губернии ныне Таращанского района Киевской области.

## Военная служба

### Довоенное время
В сентябре 1926 года был призван в ряды РККА и направлен красноармейцем в 133-й стрелковый полк (45-я стрелковая дивизия, Украинский военный округ).
В 1927 году окончил школу одногодичников при 15-м стрелковом корпусе, после чего в сентябре того же года был направлен в Украинскую кавалерийскую школу имени С. М. Будённого, по окончании которой в апреле 1930 года был назначен на должность командира взвода 7-го кавалерийского полка 2-й кавалерийской дивизии, а в декабре 1931 года — на должность командира взвода полковой школы этого полка.
В 1931 году окончил окружные сборы начальников снайперских команд Украинского военного округа.
В октябре 1932 года Вовченко был назначен на должность курсового командира Украинской кавалерийской школы имени С. М. Будённого, в феврале 1933 года — на должность командира кавалерийского эскадрона 9-го кавалерийского полка 2-й кавалерийской дивизии, а в июне 1933 года — на должность курсового командира Объединённой кавалерийской школы имени 1-й Конной армии МВО.
В 1935 году был направлен на учёбу на курсы организаторов стрелковой подготовки при Стрелково-тактическом институте «Выстрел», после окончания которых в мае 1936 года был назначен на должность командира эскадрона, а затем временно исполнял должность командира дивизиона Пензенского кавалерийского училища (Приволжский военный округ)
В 1937 году заочно окончил Военную академию механизации и моторизации РККА.
В ноябре 1937 года был назначен на должность начальника строевого отдела Пензенского кавалерийского училища, в марте 1939 года — на должность помощника командира 138-го кавалерийского полка (10-я кавалерийская дивизия, Северо-Кавказский военный округ) по хозяйственной части, в октябре 1939 года — на должность командира 150-го отдельного танкового разведывательного батальона (120-я стрелковая дивизия, Орловский военный округ), а в апреле 1941 года — на должность командира 261-го отдельного танкового батальона (34-я запасная стрелковая бригада, Орловский военный округ).

### Великая Отечественная война
В начале войны Вовченко был назначен на должность командира 48-го отдельного разведывательного батальона (48-я танковая дивизия), в сентябре 1941 года — на должность командира 9-го танкового полка (9-я танковая бригада), в феврале 1942 года — на должность командира 81-й танковой бригады, в апреле 1942 года — на должность командира 3-й гвардейской танковой бригады (7-й танковый корпус), которая принимала участие в ходе разгрома войск противника под Сталинградом.
2 января 1943 года Иван Антонович Вовченко был назначен на должность командира 3-го гвардейского танкового корпуса, принимавшего участие в ходе Воронежско-Касторненской и Харьковской наступательных операций, в Харьковской оборонительной операции, в битвах под Курском и за Днепр, Черниговско-Припятской наступательной операции, в наступлении на киевском направлении и освобождении города Прилуки, а затем в ходе Минской наступательной операции и при форсировании реки Березина и освобождении города Борисов.
За мужество и героизм, проявленные при освобождении Минска, корпус получил почётное наименование «Минский». а Иван Антонович Вовченко за умелое руководство, личную отвагу и мужество, проявленные в командовании танковым корпусом, что обеспечило успешное продвижение наших войск и освобождение значительной территории от вражеской оккупации, был награждён орденом Суворова 2 степени.
Вскоре корпус принимал участие в ходе Вильнюсской наступательной операции, а также при освобождении городов Воложин, Ошмяны, Вильнюс и др. За отличия в ходе этих боёв корпус был награждён орденом Красного Знамени.
В сентябре 1944 года Иван Антонович Вовченко был назначен на должность начальника 2-го Киевского Краснознаменного училища самоходной артиллерии имени М. В. Фрунзе.

### Послевоенная карьера
С окончанием войны находился на той же должности.
Генерал-майор танковых войск Иван Антонович Вовченко в мае 1947 года вышел в отставку.
Умер 28 октября 1976 года в Киеве. Похоронен на Байковом кладбище.

## Награды
- орден Ленина (23.11.1941);
- три ордена Красного Знамени (в том числе, 22.02.1943, 05.11.1946[2]);
- орден Суворова 2 степени (26.07.1944);
- орден Отечественной войны 1 степени
- два ордена Красной Звезды (в том числе, 03.11.1944[2]);
- Медали.